# Pasirsari (Pekalongan Barat)
Pasirsari is een bestuurslaag in het regentschap Pekalongan van de provincie Midden-Java, Indonesië. Pasirsari telt 7861 inwoners (volkstelling 2010).